# 瓦连京·梅夏茨
瓦连京·卡尔波维奇·梅夏茨（俄语：Валентин Карпович Месяц，1928年5月1日—2019年8月1日）苏联共产党政治人物。曾任苏联农业部长，苏共莫斯科州委第一书记。

## 生平
1928年出生于西伯利亞邊疆區（现科麦罗沃州）基謝廖夫斯克。
1946年，毕业于庫茲巴斯矿山共青团学校。1947年至1948年，共青团克麦罗沃州普羅科皮耶夫斯克市组织部部长。1953年，毕业于以季米里亚泽夫命名的莫斯科农业学院，获农学学位。
1953年至1958年，在莫斯科州集体农庄拖拉机站工作，历任首席农业师，主任。1955年，转为正式共产党员。1958年至1959年，苏共契诃夫区执行委员会主席。1959年至1962年，苏共沃洛科拉姆斯克區委第一书记，莫斯科州国有农场部门负责人。1962年到1963年，莫斯科州执行委员会第一副主席，莫斯科州农产品生产采购部门负责人。1965年至1971年，俄罗斯苏维埃联邦社会主义共和国农业部第一副部长。
1971年至1976年，哈萨克共产党中央委员会第二书记。1976年至1985年，苏联农业部长。1985年至1990年，苏共莫斯科州委第一书记。
1990年12月，退休。2019年8月1日，在莫斯科逝世。
主要荣誉：列宁勋章五枚，十月革命勋章一枚，一级卫国战争勋章一枚，劳动红旗勋章一枚，奖章多枚。2008年80周岁生日，获四级祖国功勋勋章，表彰多年来为促进农业生产所做的突出贡献。

## 家庭
妻子伊琳娜·伊万诺芙娜·梅夏茨，1930年生。育有3个女儿。表弟根纳季·安德烈耶维奇·梅夏茨曾任俄罗斯科学院副院长。